# 8147 Колмангокінс
8147 Колмангокінс (8147 Colemanhawkins) — астероїд головного поясу, відкритий 28 вересня 1984 року.
Тіссеранів параметр щодо Юпітера — 3,317.